# Muhanga
Muhanga (do 2006 roku Gitarama) – miasto w Rwandzie; w Prowincji Południowej; 49 tys. mieszkańców (2012). Przemysł spożywczy, odzieżowy.